# Dawo (köping)
Dawo (kinesiska: 大窝镇, 大窝) är en köping i Kina. Den ligger i provinsen Sichuan, i den sydvästra delen av landet, omkring 230 kilometer söder om provinshuvudstaden Chengdu. Antalet invånare är 20 733. Befolkningen består av 9 860 kvinnor och 10 873 män. Barn under 15 år utgör 21,0 %, vuxna 15-64 år 65 %, och äldre över 65 år 12,0 %.
Genomsnittlig årsnederbörd är 1 384 millimeter. Den regnigaste månaden är juli, med i genomsnitt 249 mm nederbörd, och den torraste är december, med 22 mm nederbörd.